# Mindestarbeitsbedingungengesetz
Das Mindestarbeitsbedingungengesetz (MiArbG) vom 11. Januar 1952 war ein Gesetz, auf dessen Grundlage in der Bundesrepublik Deutschland in bestimmten Branchen Mindeststandards für Arbeitsbedingungen festgelegt werden sollten. Es wurde seit 1952 jedoch nicht mit Inhalt gefüllt. Erst im Sommer 2007 wurde es im Rahmen der Debatte um einen Mindestlohn wieder aufgegriffen. Es trat am 16. August 2014 außer Kraft und wurde durch das Mindestlohngesetz abgelöst.

## Geschichte
Aufgrund des geringen Lohnniveaus vor allem in der Landwirtschaft und der Hauswirtschaft hatte die SPD-Fraktion im 1. Deutschen Bundestag im Sommer 1951 einen Gesetzentwurf über Mindestarbeitsbedingungen eingebracht. Nach langen Beratungen im Arbeitsausschuss wurde es mehrfach abgemildert und verändert. Dafür konnte die SPD auch die CDU / CSU auf ihre Seite ziehen. Das Mindestarbeitsbedingungengesetz wurde schließlich am 23. November 1951 von den Fraktionen CDU / CSU und SPD gegen die Stimmen der Koalitionspartner des Bundeskanzlers Konrad Adenauer (siehe Kabinett Adenauer I) aus FDP und Deutscher Partei verabschiedet.

## Wiederaufnahme 2008
Im Rahmen der Debatte um einen Mindestlohn wurde es im Sommer 2007 vom Kabinett Merkel I wiederaufgegriffen.
Siehe auch: Arbeitnehmer-Entsendegesetz (Änderungen durch Neufassung 2009)

## Inhalte
Das Mindestarbeitsbedingungengesetz setzt zunächst auf die freie Vereinbarung der Arbeitsbedingungen und Entgelte zwischen Arbeitgebern und Gewerkschaften (Tarifautonomie).
Mindestarbeitsentgelte können in einem Wirtschaftszweig festgesetzt werden, wenn weniger als 50 Prozent der Arbeitnehmer an Tarifverträge gebunden sind. Eine Allgemeinverbindlicherklärung eines Tarifvertrages nach § 5 Tarifvertragsgesetz oder durch Rechtsverordnung des Bundesministerium für Arbeit und Soziales würde dann nicht greifen. Ein Hauptausschuss beim BMAS „stellt unter umfassender Berücksichtigung der sozialen und ökonomischen Auswirkungen durch Beschluss fest, ob in einem Wirtschaftszweig soziale Verwerfungen vorliegen und Mindestarbeitsentgelte festgesetzt, geändert oder aufgehoben werden sollen“ (§ 3 Abs. 1 MiArbG).